# Processo Globke

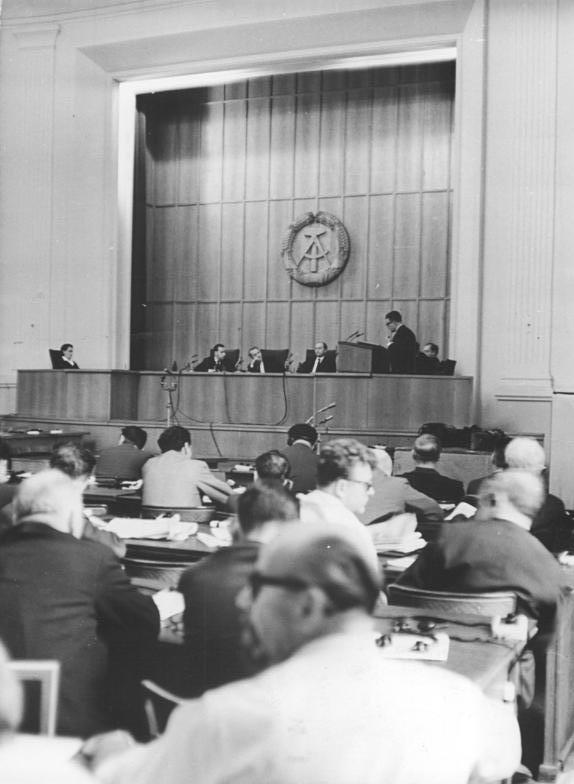
Il procuratore generale Josef Streit pronuncia la sua arringa, 19 luglio 1963.

Il processo Globke è il nome dato al procedimento penale tenuto nel luglio del 1963 davanti alla Corte suprema della DDR contro Hans Globke.
Il 23 luglio 1963 Globke fu condannato all'ergastolo in contumacia per il suo coinvolgimento nella stesura delle leggi antisemite del regime nazista in qualità di Ministerialrat presso il Ministero degli Interni del Reich e come commentatore delle leggi razziali di Norimberga.

## Il ruolo di Globke nel nazionalsocialismo
Globke, dottore in giurisprudenza, fu coinvolto nella stesura delle leggi sui nomi e sulla razza (Namensänderungsverordnung), sullo stato civile e sulla legge sulla nazionalità presso il Ministero degli Interni del Reich durante il regime nazista. Nel commento alle leggi di Norimberga e alle ordinanze di attuazione, redatte con la sua partecipazione, definì legalmente chi doveva essere considerato e contrassegnato come ebreo e di conseguenza essere esposto alle persecuzioni, ad esempio da parte del cosiddetto dipartimento Eichmann.
In particolare, la legge del Reich sulla cittadinanza, cioè il primo decreto emesso il 14 novembre 1935 e l'undicesimo decreto sulla cittadinanza del Reich del 25 novembre 1941, servirono ambedue come base legale formale per l'esclusione sistematica della popolazione ebraica dagli incarichi negli organi nazionali fino alla Conferenza di Wannsee del gennaio 1942, quando fu coordinato l'assassinio di tutti gli ebrei nella sfera di influenza dello stato nazionalsocialista.
Fu anche coinvolto nella stesura di altre leggi come la legge per la protezione del sangue tedesco e dell'onore tedesco del 15 settembre 1935, la legge per la protezione della salute del popolo tedesco del 18 ottobre 1935, la legge sullo stato civile del 3 novembre 1937 e la legge sul cambiamento dei cognomi e dei nomi del 5 gennaio 1938. Secondo il regolamento di attuazione di quest'ultima legge, stilato il 17 agosto 1938, gli ebrei maschi dovevano usare il secondo nome "Israel", mentre le donne dovevano usare come secondo nome "Sarah".
Inoltre, nella sua qualità di alto funzionario amministrativo, Globke aveva insistito su un'interpretazione restrittiva delle leggi di Norimberga per varie decisioni individuali su matrimoni, rapporti di lavoro o adozioni tra "cittadini del Reich" ed "ebrei", contribuendo in questo modo anche alla "germanizzazione" delle aree occupate in Europa orientale.

### Carriera del dopoguerra
Negli anni 1945-1946, Globke si trovò nel campo di internamento alleato di Hessisch Lichtenau. Fu inserito nell'elenco dei criminali di guerra e interrogato dall'accusa statunitense in qualità di testimone nel processo di Norimberga, contro i principali criminali di guerra e nei successivi processi di Norimberga, in particolare nel processo ai ministri. Durante uno di questi interrogatori, affermò di aver fatto parte di un gruppo legato alla resistenza contro il nazismo ma senza poter fornire alcuna prova tangibile e senza indicare gli altri appartenenti a questo gruppo.
D'altra parte, Globke avrebbe mantenuto i contatti con i circoli militari e civili della resistenza: fu un informatore del vescovo di Berlino Konrad Graf von Preysing e confidò nei preparativi per l'attentato a Hitler di Carl Friedrich Goerdeler e Ludwig Beck. Secondo le testimonianze di Jakob Kaiser e Otto Lenz, Globke doveva essere destinato a un posto ministeriale di alto livello in un ipotetico governo formato da Goerdeler nel caso in cui la caduta del regime nazionalsocialista avesse avuto successo. Globke affermò anche che l'avanzata alleata nel 1945 impedì il suo arresto da parte dei nazionalsocialisti ma tuttavia non fu mai trovata alcuna prova di questa affermazione. Secondo l'Office of Strategic Services e il suo agente Allen Welsh Dulles, Globke, come presunto combattente della resistenza, doveva essere uno degli elementi cardine da cui si sarebbe formato un successivo governo tedesco dopo la fine della guerra.
Globke lavorò all'accordo di riparazione nel 1952 e ad ulteriori aiuti economici per Israele nei primi anni '60. In questo contesto, Israele rinunciò del tutto all'udienza di Globke come testimone nel processo Eichmann e all'accusa contro lo stesso Globke.
All'inizio del processo, Globke fu segretario di Stato presso la Cancelleria federale a Bonn e stretto confidente di Konrad Adenauer, lasciò l'incarico dopo le dimissioni di Adenauer nell'ottobre 1963.

## Il processo
Fu celebrato in assenza di Globke. L'esecuzione della sentenza, in particolare nella DDR, fu da subito ritenuta irrealistica e fu sfruttata soprattutto per la sua rilevanza propagandistica e storico-politica. Dal 1960, la leadership della DDR aveva condotto una campagna mediatica di alto profilo contro Globke, mirando ad aumentare la propria legittimità nei confronti del proprio popolo e degli altri paesi. Nel 1961, lo scrittore Stephan Hermlin giustificò la costruzione del muro di Berlino affermando che serviva a consolidare la DDR come "stato anti-Globke".
Lo scopo del processo fu quindi principalmente quello di far confrontare la Repubblica Federale con il suo passato nazionalsocialista e anche di enfatizzare il proprio mito fondatore antifascista. In questo senso, il processo ebbe un effetto duraturo, perché anche dopo la riunificazione tedesca, il nome di Globke è stato ripetutamente citato dagli ex cittadini dell'Est per sottolineare la propria differenza, almeno moralmente superiore, dall'Ovest.
Il verdetto contro Globke definisce i precedenti e la giustificazione del procedimento. La via di una nuova Germania, che non rappresentasse più un pericolo per gli altri popoli europei, richiese un onesto confronto con il passato. Questo compito fu risolto nella DDR, al contrario nella Repubblica Federale alcuni importanti ideologi nazisti come Theodor Oberländer e Friedrich Foertsch ricevettero degli importanti incarichi politici, nonostante fossero pesantemente incriminati come criminali fascisti. Di questo gruppo fece parte anche Globke, che, nonostante tutte le pubblicazioni sui suoi crimini commessi durante il nazismo, ricoprì una posizione chiave come Segretario di Stato presso la Cancelleria federale. In Germania Ovest non fu mai avviata una procedura penale giudiziaria e pertanto, gli organi della DDR si ritennero obbligati a tenere il processo per conto dell'intero popolo tedesco. L'ex ministro federale Oberländer, era già stato condannato in contumacia all'ergastolo il 29 aprile 1960.
Dopo la seconda guerra mondiale, nei due stati tedeschi, si concretizzarono due linee di sviluppo dettate dai sistemi sociali ed economici opposti: nella Repubblica Federale, la cui esistenza ai sensi del diritto internazionale non fu contestata dalla DDR, dove non si erano realizzati gli obiettivi della coalizione antihitleriana del 1945 e quindi metteva nuovamente in pericolo la pace; nella DDR il legittimo Stato tedesco, che imparò la lezione dalla storia tedesca, mantenne i suoi obblighi ai sensi del diritto internazionale stabiliti dall'accordo di Potsdam e costruì un nuovo ordine sociale partendo dalle rovine del passato. In questo modo la DDR ebbe la legittimità storica e politica per processare l'imputato Globke, uno dei più attivi sostenitori del governo hitleriano.
Il tribunale, alla pari del tribunale distrettuale di Gerusalemme nel processo Eichmann, derivò la propria giurisdizione dal principio della giurisdizione universale, che prevede la giurisdizione globale di tutti i tribunali per atti punibili ai sensi del diritto penale internazionale. Inoltre, in quanto cittadino tedesco, Globke commise la maggior parte dei reati a lui imputati nella sua sede di lavoro a Berlino, quindi in territorio tedesco allora come adesso, e poté essere quindi soggetto alla giustizia penale della DDR, uno dei due stati successori del Terzo Reich.

### Relazione con il processo Eichmann
Mentre il processo Eichmann a Gerusalemme, nel quale il nome di Globke fu deliberatamente omesso, servì da un lato a dimostrare inconfutabilmente all'opinione pubblica mondiale, nell'interesse delle vittime e dei sopravvissuti, la soluzione finale nazionalsocialista della questione ebraica in tutte le sue fasi, dall'altro a unificare e pacificare la società in seguito all'immigrazione israeliana; il processo Globke a Berlino Est poco dopo la costruzione del muro, l'esercitazione NATO Fallex 62 e la crisi dei missili di Cuba servirono soprattutto all'affermazione e alla demarcazione ideologica della DDR, che si professò antifascista e quindi pensò di essersi lasciata alle spalle il disumano passato nazista riuscendo a tracciare una sorta di linea di confine con l'epoca nazista, già controversa in Occidente. Allo stesso tempo, il processo servì anche a porre le élite della Germania Ovest in una continuità, ideologica e personale, ininterrotta con i loro predecessori fascisti; la propaganda della DDR definì Globke come l'"Eichmann di Bonn".
Il processo Eichmann si concentrò sul coinvolgimento di Adolf Eichmann nell'Olocausto e sul destino effettivo dei perseguitati. Il processo Globke, d'altro canto, trattò in modo esauriente i fondamenti giuridici della politica razziale nazista e il ruolo di Globke come impiegato d'ufficio nella sua creazione e attuazione. Nel processo si discuteva in particolare di quelle istruzioni e ordini, ai quali Eichmann aveva fatto riferimento per giustificarsi come figura marginale e mero "ricevente di ordini". D'altra parte, anche nella DDR, il processo non fu accompagnato da un vero e proprio confronto con il passato. La misura in cui la DDR utilizzò anche le ex élite naziste durante la sua fase di sviluppo e le ha incorporate istituzionalmente, vale a dire nell'Esercito popolare nazionale, non è stata ancora esaminata scientificamente.

### L'accusa e la difesa
La base giuridica del processo furono i principi di Norimberga riconosciuti a livello internazionale, l'articolo 6 dello Statuto di Londra per il Tribunale militare internazionale dell'8 agosto 1945 in combinazione con l'articolo 5 paragrafo 1 della Costituzione della Repubblica Democratica Tedesca del 1949 e paragrafo 211, 47 del Codice penale del Reich all'epoca ancora in vigore nella DDR.
Oltre ai numerosi documenti come il rapporto Jäger, le registrazioni su nastro e i microfilm, la Corte Suprema ebbe a disposizione 59 testimoni provenienti da sette paesi e numerosi esperti dell'URSS, della Repubblica popolare di Polonia, della Cecoslovacchia e della DDR come Charles Lederman e Ernst Engelberg. Tra i querelanti ci fu il francese Charles Palant, membro della Lega internazionale contro il razzismo e l'antisemitismo. Globke fu difeso dall'avvocato Friedrich Wolff.

### Il giudizio
Globke fu condannato all'ergastolo come "antisemita dal cuore freddo e ostinato" per essere stato complice dei crimini di guerra e contro l'umanità, fu privato dei suoi diritti civili a vita. Poiché la questione era già stata discussa in prima istanza dinanzi al più alto tribunale della DDR, non fu possibile presentare ricorso e la sentenza divenne quindi giuridicamente vincolante. Globke viveva fuori dalla portata degli organi statali della DDR e non scontò la pena.

## Eredità
Nella Repubblica Federale, il processo Globke fu percepito come un'offensiva propagandistica da parte della leadership per porre fine all'era Globke e per rendere più difficile la sua successione con persone simili. Il processo fece parte di una serie di azioni con cui la DDR volle dimostrare il passato nazista dei funzionari della Germania occidentale, fu considerato una mera messa in scena propagandistica, il che rese superfluo trattare più precissamente le accuse contro Globke, in maniera simile al Brown Book on War and Nazi Criminals in the Federal Republic, pubblicato due anni dopo, che nella Repubblica Federale fu liquidato come propaganda comunista. La Casa di Anna Frank definì il processo come un "processo farsa", con il quale la dirigenza della DDR voleva mettere in imbarazzo il governo federale per presentarsi come governo antifascista.
D'altra parte, il titolo all'inizio del processo a Neues Deutschland, organo centrale del SED, il 9 luglio 1963 recitava:"Nello stato di pace e di diritto tedesco: Corte mondiale contro Globke". Nel 2016, la Società per la protezione dei diritti civili e della dignità umana ha descritto il processo come un "processo penale che soddisfa i requisiti più elevati dello stato di diritto ed è sufficiente".
Nel 1972, il processo Globke è stato adattato artisticamente nel lungometraggio DEFA Die Bilder des Zeugen Schattmann.